# Филарет Вознесењски
Филарет (световно Георгије Николајевич Вознесењски, рус. Георгий Николаевич Вознесенский; Курск, 4. април 1903 — Њујорк, 21. новембар 1985) био је првојерарх Руске православне заграничне цркве укупно 21 годину, у периоду од 27. маја 1964. па до 21. новембра 1985, носећи титулу „митрополит њујоршки и источноамерички“.

## Биографија
Рођен је 4. априла 1903. године у свештеничкој породици, од оца Николаја Фјодоровича (рус. Николай Фёдорович Вознесенский), који је касније, замонашивши се, добио име Димитрије и после неког времена постао архиепископ хајларски; и мајке Лидије Васиљевне (рус. Лидия Васильевна). Године 1909. породица Вознесењски преселила се на далеки исток у град Благовјешченск. Георгије завршава локалну осмогодишњу гимназију 1920, а исте године, усред Руског грађанског рата, они се селе у град Харбин, на североистоку Кине. Године 1927. добија звање „инжењер електротехнике“ завршивши студије на Руско-кинеском политехничком институту.
Дана 18. маја 1930. Георгије бива рукоположен у ђакона, а 4. јануара следеће године бива рукоположен у јереја. Те године дипломирао је на Пастирско-богословском институту Универзитета Светог кнеза Владимира. Исте године био је пострижен у монаштво, добивши име Филарет, у част Светог Филарета Милостивог. Пошто је већ имао свештенички чин, приликом монашења одмах је добио звање јеромонаха. Године 1933. уздигнут је у чин игумана. Током овог периода био је и професор Новог завета, Пастирског богословља и Омилитике на Универзитету Св. Владимира. Године 1937. уздигнут је у ранг архимандрита.
Године 1945, услед његове жестоке проповеди против комунизма као атеистичке идеологије, он бива изложен животној опасности. Комунисти покушавају да га живог спале заједно са његовом монашком келијом. Том приликом, избегао је смрт, али је задобио тешке опекотине.
Године 1963, услед прогона кинеских комуниста, одлази у Аустралију, у град Сиднеј и 26. маја, на предлог архиепископа аустралијског, хиротонишу га у епископа бризбејнског, викара сиднејског.
Дана 27. маја 1964. изабран је за првојерарха Руске православне заграничне цркве, иако је био најмлађи архијереј и имао најмањи епископски „стаж“. Дана 13. августа 1983, митрополит Филарет, заједно са Светим архијерејским сабором РПЗЦ, проглашава анатему јереси екуменизма. Верске организације неканонског православља сматрају да је тим поступком бранио „једну, свету, саборну и апостолску Цркву“ (Симбол вере, члан 9) од поистовећивања са разним иноверним групама због чега он добија придев „исповедник“.
Умро је у својој 82. години живота, дана 21. новембра 1985. Синод је у новембру 1998. донео одлуку о премештању земних остатака митрополита Филарета у манастир Свете Тројице у Џорданвилу (Њујорк, САД).

## Предлог за канонизацију
Митрополита Филарета многе верске организације неканонског православља сматрају за светитеља и данас постоје многобројне његове иконе. Међутим, њега још увек није канонизовала ниједна помесна црква, али су га зато канонизовале бројне цркве које спадају у неканонско православље:
- Света православна црква Северне Америке (Бостонски синод) — 20. маја 2001;
- Руска православна аутономна црква — 30. априла 2003;
- Руска истински православна црква (тзв. катакомбници) — 2. новембра 2008;
- Руска православна загранична црква под покровом митрополита Агатангела (Пашовског) — 20. новембра 2008;
- Руска православна загранична црква под покровом архиепископа Владимира (Целишева) — 23. октобра 2009.

По благослову Илариона (Капрала), митрополита њујоршког и источноамеричког, који је првојерарх Руске православне заграничне цркве под јурисдикцијом Руске православне цркве, образована је епархијска комисија за канонизацију, која је добила задатак да прикупи што више доказа о светости митрополита Филарета, а посебно информације и сведочанства о његовом праведном животу и чудима које је чинио и која сада чини. Све то има за циљ да се стекну услови за канонизацију.